# Willensstärkungsmethode
Die Willensstärkungsmethode (WSM) ist eine Methode der Existenzanalyse und Logotherapie zur Entscheidungsfindung bzw. Stärkung der Entschiedenheit, der Durchhaltekraft und des Ausführungsverhaltens bei willentlich angestrebten Vorhaben. Theoretischer Ausgangspunkt ist das existenzanalytische Willenskonzept, dem zufolge eine „Willensschwäche“ primär ein Defizit in der Wertberührung und bzw. oder eine Unklarheit in der Entschiedenheit (Wille) darstellt. Die Willensstärkungsmethode ist klassischerweise indiziert bei Situationen, in denen etwas zwar gewollt, aber nicht getan wird (klinisch besonders bei Motivation zur Suchtentwöhnung), oder wenn Unklarheit bezüglich des eigenen Wollens besteht.
Die von Alfried Längle 1986 auf der Grundlage der Sinn- und Wertelehre der Existenzanalyse und sozialpsychologischer Forschungen entwickelte Methode besteht aus fünf Schritten:
1. Grundarbeit (Sachebene): Konturierung der spontanen Beweggründe, z. B. zur Alkoholabstinenz.
2. Problemebene (Problembewusstsein schaffen und Bearbeitung der Zielhemmung): Problematisierung durch Sammeln der Gegengründe, der konkurrierenden Motive, relativieren möglicher Ziele, Beschreibung zu erwartender Probleme; kognitive Festigkeit der Einstellung durch Kenntnis der (zu bearbeitenden) Gegengründe. Führt zum Abwägen der Wertigkeit und stellt vor Entscheidungen.
3. Verinnerlichung (Beziehungsaufnahme): Wecken der Emotionalität durch Fühlbarmachen der impliziten Werte, die auf sinnlicher Ebene „schmackhaft“, „begreifbar“ werden sollen (kognitive Entlastung). Ziel: Wertgefühl, Beziehungsfestigung.
4. Sinnhorizont (Beziehungserweiterung und Selbstfindung): Reflexion des Lebenssinns, Zeitstruktur zur Verwirklichung mit Beginn im heute; Einbindung der Motivation ins Lebenskonzept.
5. Festigung: Entschiedenheit, Vorbauen und Üben (Realisierung): In jeder Situation neuerlich die Entschiedenheit einholen. Erleichterung der Umsetzung durch Strategien, Methodik und Prophylaxe (z. B. Medikamente, Verhaltenstraining, sozialpädagogische Maßnahmen, systemische Veränderungen, Einstellungsarbeit, Traumarbeit usw.)